# Jan Targowski (oficer)

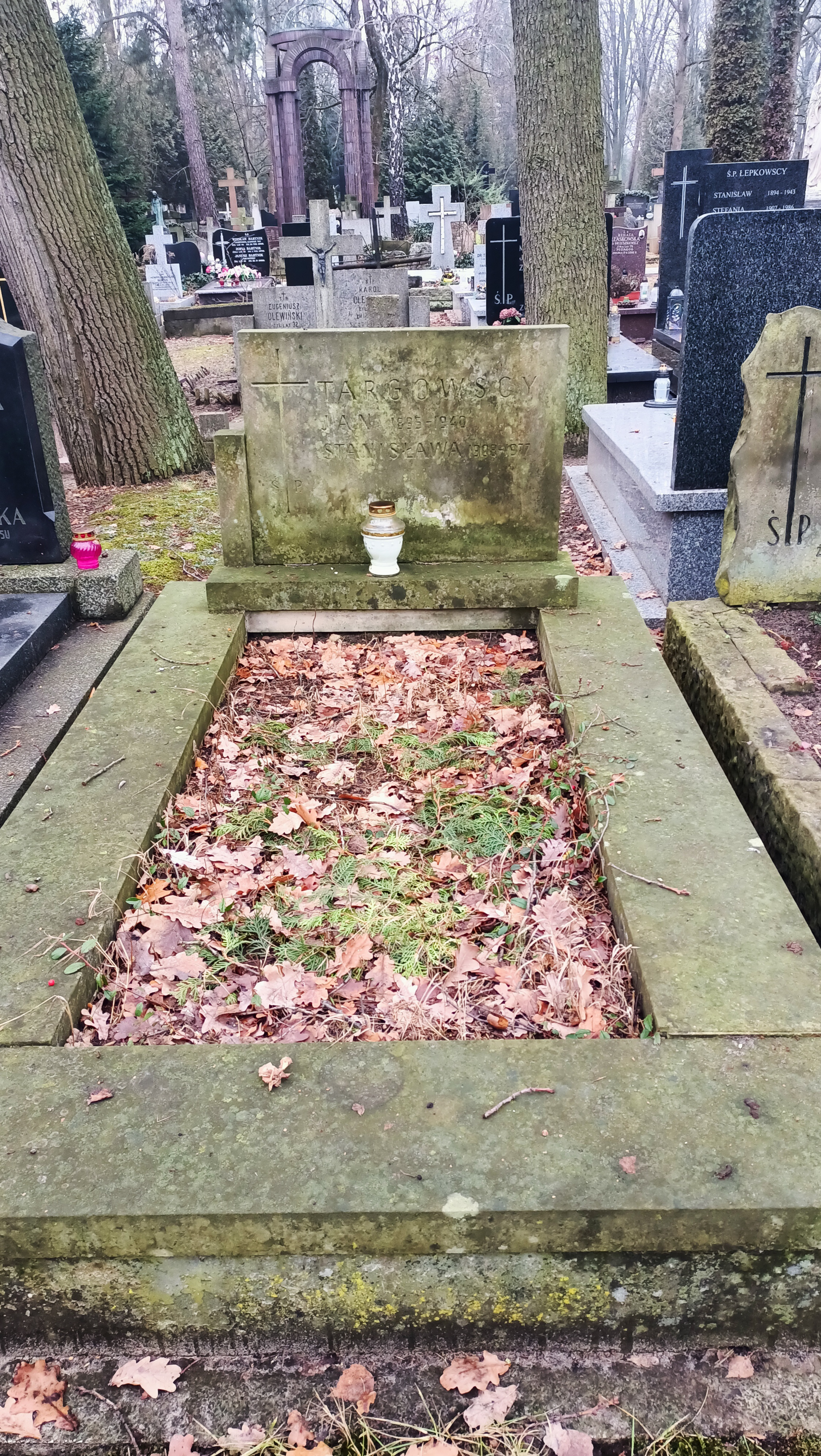
Grób jana Targowskiego na Cmentarzu Wojskowym na Powązkach

Jan Targowski (ur. 30 czerwca 1893 we Franciszkowie, zm. 1940) – major saperów Wojska Polskiego, działacz niepodległościowy, kawaler Orderu Virtuti Militari.

## Życiorys
Urodził się 30 czerwca 1893 we Franciszkowie, w ówczesnym powiecie błońskim guberni warszawskiej, w rodzinie Bronisława i Róży z Adamaszków. Był wyznania ewangelicko-reformowanego.
W 1918 walczył w szeregach I Korpusu Polskiego w Rosji. Za czyny męstwa został później odznaczony Orderem Virtuti Militari. 19 stycznia 1921 został zatwierdzony z dniem 1 kwietnia 1920 w stopniu porucznika, w inżynierii i saperach, w grupie oficerów byłych Korpusów Wschodnich i byłej armii rosyjskiej. 1 czerwca 1921 pełnił służbę w Grupie Inżynieryjnej Nr 4, a jego oddziałem macierzystym był 2 pułk saperów w Puławach. 3 maja 1922 został zweryfikowany w stopniu kapitana ze starszeństwem z 1 czerwca 1919 i 52. lokatą w korpusie oficerów inżynierii i saperów. W 1923 był przydzielony z 2 psap. do Departamentu V Inżynierii i Saperów Ministerstwa Spraw Wojskowych. W 1924 został przeniesiony do 7 pułku saperów w Poznaniu. Później został przydzielony do Departamentu V Wojsk Technicznych MSWojsk. w Warszawie, pozostając oficerem nadetatowym 7 psap. 12 kwietnia 1927 został mianowany majorem ze starszeństwem z 1 stycznia 1927 i 7. lokatą w korpusie oficerów inżynierii i saperów. W tym samym miesiącu został przeniesiony do kadry oficerów saperów z równoczesnym przydziałem do Szefostwa Saperów Okręgu Korpusu Nr I w Warszawie. Z dniem 1 marca 1929 został przeniesiony służbowo z 1 Okręgowego Szefostwa Saperów do 30 Dywizji Piechoty w Kobryniu na stanowisko szefa saperów. W sierpniu 1931 został przeniesiony do Szefostwa Inżynierii Okręgu Korpusu Nr X w Przemyślu na stanowisko szefa. Z dniem 30 czerwca 1932 został przeniesiony w stan spoczynku. Po zakończeniu służby wojskowej przeniósł się do Warszawy i zamieszkał przy ul. A. Mickiewicza 14 m. 1. 20 lutego 1933 dzięki wstawiennictwu wojewody pomorskiego, Stefana Kirtiklisa (kolegi z kursu unifikacyjnego w Rembertowie) został zatrudniony w Starostwie Powiatowym w Chełmnie na stanowisku podreferendarza działu wojskowego. Od 27 marca 1935 pracował w Komisariacie Rządu w Gdyni na stanowisku kierownika referatu mobilizacyjnego i wojskowego.
Był żonaty ze Stanisławą Stykówną (1901–1977), która została pochowana na Cmentarzu Wojskowym na Powązkach (kwatera A8, rząd 1, grób 11). Jest to także grób Jana Targowskiego. Małżeństwo Jana i Stanisławy Targowskich było bezdzietne.

## Ordery i odznaczenia
- Krzyż Srebrny Orderu Wojskowego Virtuti Militari nr 6833 – 10 maja 1922[3]
- Krzyż Niepodległości – 20 lipca 1932 „za pracę w dziele odzyskania niepodległości”[17]
- Amarantowa wstążka[2]
- Medal Pamiątkowy za Wojnę 1918–1921 – 1928[2]
- Medal Dziesięciolecia Odzyskanej Niepodległości – 1928[2]
- Odznaka Pamiątkowa Więźniów Ideowych[16]
- Medal Zwycięstwa – 1925[18][19]